# Francisco Hernández

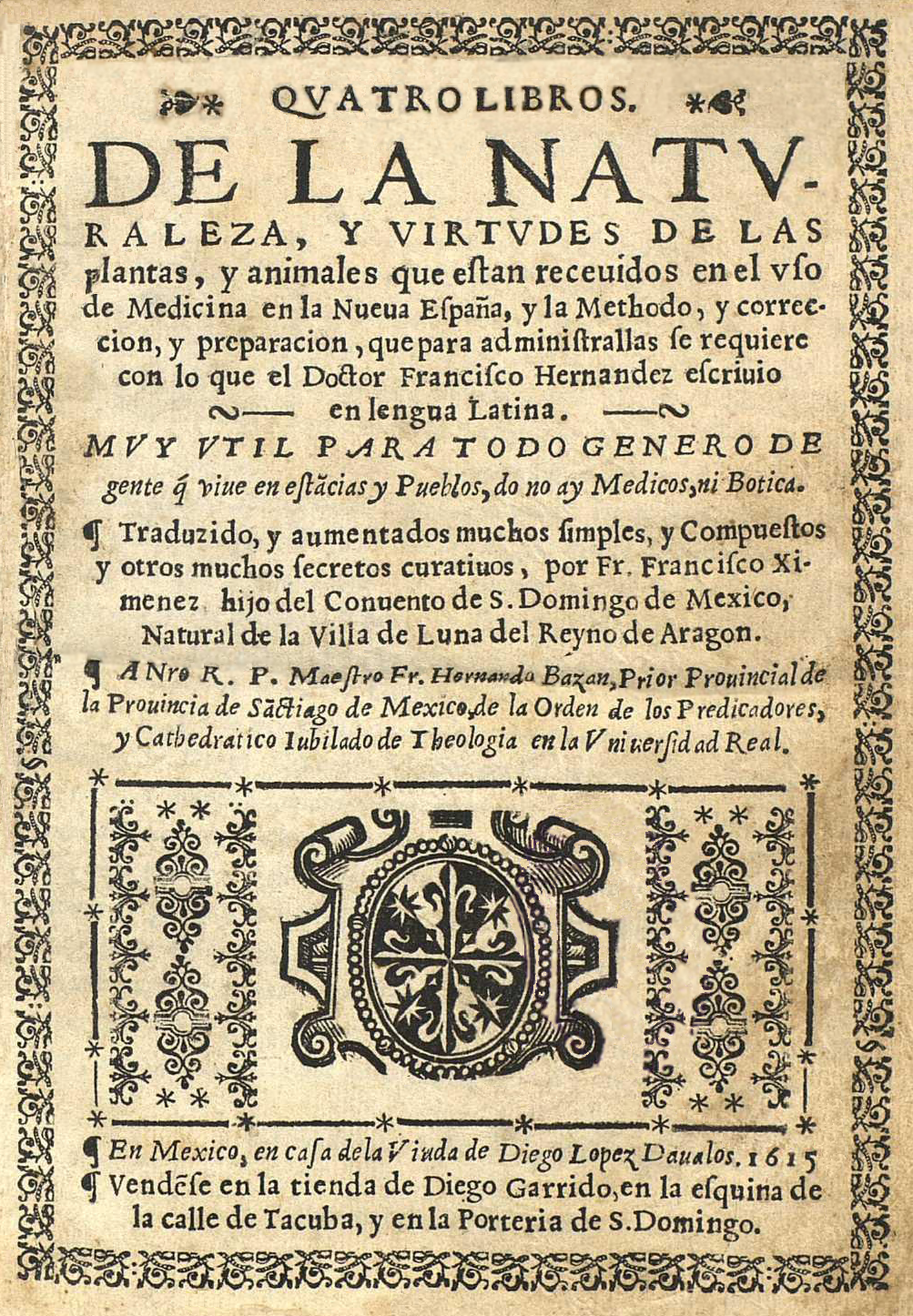
Quatro libros de la naturaleza y virtudes de las plantas y animales. México: 1615.

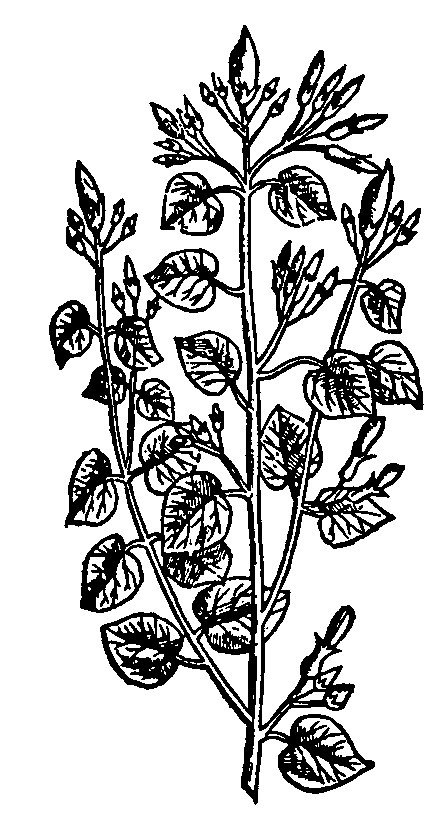
Francisco Hernández, Rerum Medicarum…

Francisco Hernández de Toledo (La Puebla de Montalbán, Toledo, 1517 – Madrid, 28 de janeiro de 1587) foi um médico e botânico espanhol, que obteve o seu título na Universidade de Alcalá de Henares. Foi o primeiro a estudar a matéria médica americana, viajando até ao continente descoberto por Cristóvão Colombo.

## Vida
Hernández começou por praticar medicina no hospital do mosteiro de Guadalupe e adquiriu conhecimentos botânicos em Castela e Andaluzia. Foi nomeado médico da câmara do rei Filipe II de Espanha e algum tempo depois, enviado como protomédico (1571) para estudar a matéria médica do México e Peru.
A sua investigação no México durou sete anos (1571 – 1578), estudando cerca de 4000 plantas mexicanas. Em 1578 regressou a Espanha para ocupar o lugar de médico da câmara, falecendo nove anos depois sem ter visto publicados os resultados dos seus estudos.

## Obras
Todas as descobertas resultantes da pesquisa de Hernández foram enviadas pelo próprio para Espanha, e armazenadas na biblioteca do Escorial. Contudo, todos os seus textos originais acabaram por desaparecer durante um incêndio no Escorial em 1671. O que se conhece da obra e tudo o que se publicou sobre ela foi feito a partir de cópias e resumos dos originais.
A parte mais importante do seu trabalho é a que foi resumida pelo napolitano Nardo Antonio Recchi e publicada em Roma (1628) como Rerum Medicarum Novae Hispaniae thesaurus, seu plantarum, animalium, mineralium mexicanorum historia.
Antes desta edição apareceram no México duas versões do trabalho de Hernández. Uma, escrita por Francisco Ximénez (1615) intitulada Quatro libros de la naturaleza y virtudes de las plantas y animale…. A outra (1579), baseada numa cópia encontrada no México, foi usada por Agustín Farfán e intitulada Tratado breve de medicina….
Finalmente, em Madrid (1790) Casimiro Gómez Ortega publicou um grupo de manuscritos espanhóis com o título Historia plantarum Novae Hispaniae.